# Allan Roberts
Allan Roberts (* 12. März 1905 in Brooklyn, New York City; † 14. Januar 1966 in Hallandale Beach, Florida) war ein US-amerikanischer Pianist, Komponist und Liedtexter.

## Leben
Allan Roberts machte zunächst eine Ausbildung zum Buchhalter. Er fühlte sich jedoch mehr zum Showgeschäft hingezogen und begann, Material für Burlesque- und Nachtclubshows zu schreiben. Dabei lernte er den Produzenten Mike Todd kennen, mit dessen Hilfe Roberts den Sprung nach Hollywood schaffte. 1945 erhielt er einen Vertrag bei Columbia Pictures, wo er als Liedtexter zusammen mit der Komponistin Doris Fisher für den Film-noir-Klassiker Gilda (1946) die Songs Amado Mio und Put the Blame on Mame schrieb. Zu ihren gemeinsamen Kompositionen zählen auch die Songs der berühmten Film noirs Die Lady von Shanghai (1947), wie bei Gilda mit Rita Hayworth in der Titelrolle, und Späte Sühne (1947) mit Humphrey Bogart. 
Nachdem sich Fisher 1947 aus dem Showgeschäft zurückgezogen hatte, bildete Roberts mit dem Komponisten Lester Lee ein Songschreiberduo, das unter anderem für Columbias B-Musical Ich tanze in dein Herz (1948) mit der jungen Marilyn Monroe und das Filmdrama Fegefeuer (1953), erneut mit Hayworth, die Songs beisteuerte. Zudem schrieben sie die Songs für das Musical All for Love, das 1949 am  Broadway aufgeführt wurde. Aus der Zusammenarbeit mit Perry Comos Arrangeur und Pianisten Robert Allen entstand 1952 das Lied To Know You Is to Love You, mit dem Como einen Hit landen konnte. Anfang der 1960er Jahre zog sich auch Roberts aus dem Musik- und Filmgeschäft zurück. Er starb 1966 im Alter von 60 Jahren in Hallandale Beach, Florida, an einem Herzinfarkt. Sein Grab befindet sich im Mount Sinai Memorial Park in Miami.

## Werke (Auswahl)

### Filmografie
- 1946: Gilda

- Put the Blame on Mame
- Amado Mio

- 1946: Sambafieber (The Thrill of Brazil)

- The Custom House
- Man Is Brother to a Mule
- Copa-Cabana
- Thrill of Brazil

- 1947: Späte Sühne (Dead Reckoning)

- Either It’s Love or It Isn’t

- 1947: Eine Göttin auf Erden (Down to Earth)

- Let’s Stay Young Forever
- This Can’t Be Legal
- They Can’t Convince Me
- People Have More Fun Than Anyone

- 1947: Mädchen für Hollywood (Variety Girl)

- Tired

- 1947: Die Lady von Shanghai (The Lady from Shanghai)

- Please Don’t Kiss Me

- 1948: Ich tanze in dein Herz (Ladies of the Chorus)

- Every Baby Needs a Da Da Daddy
- Anyone Can Tell I Love You
- I’m So Crazy for You
- The Ladies of the Chorus

- 1948: Lulu Belle

- Sweetheart of the Blues

- 1949: Leicht französisch (Slightly French)

- Fifi from the Follies Bergere
- Love Masquerade

- 1952: Mein Sohn entdeckt die Liebe (The Happy Time)

- Night Tango

- 1953: Fegefeuer (Miss Sadie Thompson)

- A Marine, a Marine, a Marine
- Hear No Eavil
- The Heat Is On
- Blue Pacific Blues

### Weitere Songs
- Good, Good, Good
- You Always Hurt the One You Love
- Into Each Life Some Rain Must Fall
- You Can’t See the Sun When You’re Crying
- You Are Never Far Away from Me
- To Know You Is to Love You